# Vita Terentii
La Vita Terentii (Vita di Terenzio) è un'opera letteraria latina di carattere biografico che narra la vita del commediografo Publio Terenzio Afro. Essa fu redatta attorno al 100 d.C. da Gaio Svetonio Tranquillo, che la inserì nella sezione De poetis del suo De viris illustribus; ci è però stata tramandata dal grammatico del IV secolo Elio Donato, che la premise al suo importante commento alle commedie di Terenzio. Dalla Vita Terentii dipende la quasi totalità delle informazioni di cui oggi si dispone a proposito del commediografo.
Il testo riporta le principali notizie biografiche su Terenzio, soffermandosi in particolare nella narrazione delle infamanti dicerie che si trovavano in circolazione riguardanti il rapporto tra Terenzio e i suoi protettori, Publio Cornelio Scipione Africano e Gaio Lelio Sapiente. Particolare importanza rivestono, infine, i giudizi critici di Afranio, Cicerone e Cesare sull'opera di Terenzio, che Svetonio riporta al capitolo 7.